# Bedeka
Pour l’article ayant un titre homophone, voir BDK.
Bedeka est un magazine consacré à la bande dessinée. Il est sorti en kiosque pendant deux ans de 2004 à 2005 avant de disparaître à la suite de la faillite du groupe de presse Posse Press.

## Le magazine
Édité par Posse Press, il était essentiellement composé de chroniques, de dossiers et d'interviews. En fin de magazine une rubrique retro-BD proposait une histoire complète d'une demi-douzaine de pages tirée du patrimoine de la bande dessinée française. Durant cette période, deux hors-séries consacrés au manga ont été édités : ils étaient essentiellement composés de pré-publications d'albums en noir et blanc et de quelques articles issus des numéros du magazine Bedeka. L'expérience de ce magazine s'est arrêtée brutalement à la suite de la disparition du groupe de presse Posse Press, en raison de la crise de la presse papier informatique :
- le premier numéro est daté de février 2004 ;
- le no 19, daté de septembre 2005, sera le dernier numéro.

## Le contenu

### Cahier critique
- La particularité de ce magazine résidait dans le nombre de ses critiques d'albums. En moyenne, chaque numéro pouvait contenir une cinquantaine de BD chroniquée. Ce faisant, il n'y avait pas de pré-publication, ni d'histoires courtes.

### Interview
- De nombreux auteurs (scénaristes, dessinateurs et coloristes) ont été interrogés sur leur métier et leurs œuvres :  Algésiras, Bilal, Caire, Cauvin, Convard, Desberg, Gotlib, Lambil, Larcenet, Andréas, Bajram, Berberian, Binet, Blain, Bouzard, Claremont, Corbeyran, David B., Dubois, Dufaux, Dupuy, F’murrr, Hermann, Hirata, Kan Takahama, König, Lee, Loisel, Makyo, Margerin, Mignola, Moore, Morvan, Plessix, Ptiluc, Quesada, Rosinski, Sfar, Smith, Sorel, Spiteri, Stan, Taniguchi, Tarek, Servain, Turpin, Tarquin, Tibet, Van Hamme, Vince, Wolinski, Yslaire et  Zep